# 26 мучеников готских
26 мучеников готских (встречается также устаревшее написание готфских) — 26 готских христиан, погибших в IV веке во время антихристианских репрессий Атанариха. Согласно церковному историку V века Созомену (Eccl. Hist. 6.37), Атанарих приказал Вингурику (Winguric, Wingureiks, Wingourichos, встречается также Jungeric) истребить христианскую веру в готских землях. В Крыму, бывшем тогда готской территорией, Вингурик торжественно провез перед шатром, который служил христианам церковью, идола на колеснице; те, кто поклонились ему, были отпущены, а оставшихся загнали в шатёр и сожгли заживо. Всего, по сообщению Созомена, тогда погибло 308 человек, из которых известны по именам только 21:
- Вафусий, Верк — священники
- Арпила — монах;
- одиннадцать мирян: Авив (Авип), Агн, Реас, Игафракс, Иской, Сила, Сигиц, Сонирил, Суимвл, Ферм, Филл (Филг); в поздней православной традиции к ним прибавляется двенадцатый, Конст;
- семь мирянок: Анна, Алла, Лариса (Вариса), Моико, Мамика, Уирко (Вирко) и Анимаиса (Анимаида).

Спустя несколько лет их останки были собраны знатной готкой Гаафой и её дочерью Дуклидой и перенесены в Кизик (по некоторым версиям, мощи были переданы в Кизик Дуклидой уже после мученической гибели Гаафы; по другим, Гаафа занималась этим сама). Неизвестными остались имена детей Вереки и Бафа (числом четверо) и человека, пришедшего в церковь перед самым её сожжением и исповедовавшего Христа перед лицом Вингурика, останки которых также были сохранены Гаафой. Хотя все погибшие были готами, так как репрессии не распространялись на иноверцев из других народов, имена многих из них имеют иноязычное происхождение (сирийское, каппадокийское или фригийское); вероятно, эти имена были приняты ими при крещении.
В Православной Церкви день памяти 26 готских мучеников отмечается 26 марта (по старому стилю). В готском календаре, однако, он отнесён к 29 октября. В православии вместе с 26 готскими мучениками почитается Гаафа с Дуклидой и Агафоном (по некоторым версиям — её сыном; согласно преданию, Гаафа и Агафон были вместе насмерть забиты камнями).